# 松戸市立第四中学校
松戸市立第四中学校（まつどしりつ だいよんちゅうがっこう、英: Matsudo municipal - Dai-yon Junior High School）は、千葉県松戸市にある市立中学校。通称は「四中」（よんちゅう）、または「松戸四中」（まつどよんちゅう）。

## 教育目標
- 自主 - 「豊かな心を持ち、思いやりのある人間」
- 自学 - 「自ら学ぶ意識を持ち、主体的に行動する人間」
- 自律 - 「心身共に健康で、たくましい人間」

## 四中グラウンドデザイン
- Mission (使命)
- Passion (情熱)
- Collaboration (協力)[2]

## 四中応援団
詳しくは

## 部活動
運動部
- サッカー部
- 野球部
- 陸上駅伝部
- バスケットボール部
- バレーボール部
- ソフトテニス部
- バドミントン部
- 卓球部
- 水泳部
- 剣道部

文化部
- 吹奏楽部
- 合唱部
- 美術部
- 理科部
- 英語部
- 文芸部（2018年に廃部）

平成23年度東葛飾地方中学校駅伝競走大会優勝や、全日本吹奏楽コンクール金賞など部活動が盛んである。

## 著名な出身者
- 松井珠己（バレーボール選手：デンソー・エアリービーズ）※日本代表
- 大村季色（バレーボール選手：PFUブルーキャッツ石川かほく）
- 雜賀恵斗（バレーボール選手：日立リヴァーレ）

## 所在地
- 〒270-2218 千葉県松戸市五香西1-6-1[3]
- 学校概要も参照

## 交通アクセス
- 京成電鉄京成松戸線「五香駅」西口から徒歩約2分